# Chittaragi, Hungund
Chittaragi là một làng thuộc tehsil Hungund, huyện Bagalkot, bang Karnataka, Ấn Độ.